# La Celle-sous-Chantemerle
La Celle-sous-Chantemerle is een gemeente in het Franse departement Marne (regio Grand Est) en telt 136 inwoners (1999). De plaats maakt deel uit van het arrondissement Épernay.

## Geografie
De oppervlakte van La Celle-sous-Chantemerle bedraagt 12,4 km², de bevolkingsdichtheid is 11,0 inwoners per km².
De onderstaande kaart toont de ligging van La Celle-sous-Chantemerle met de belangrijkste infrastructuur en aangrenzende gemeenten.

## Demografie
Onderstaande figuur toont het verloop van het inwonertal (bron: INSEE-tellingen).